# Javier Bulfoni
Javier Bulfoni (Casilda, 26 settembre 1976) è un ex cestista argentino.

## Carriera
Con l'Argentina ha disputato i Giochi panamenricani di Rio de Janeiro 2007.

## Palmarès
- Copa Príncipe de Asturias: 2

León: 2007
Obradoiro: 2011